# Ferhadija-Moschee (Sarajevo)

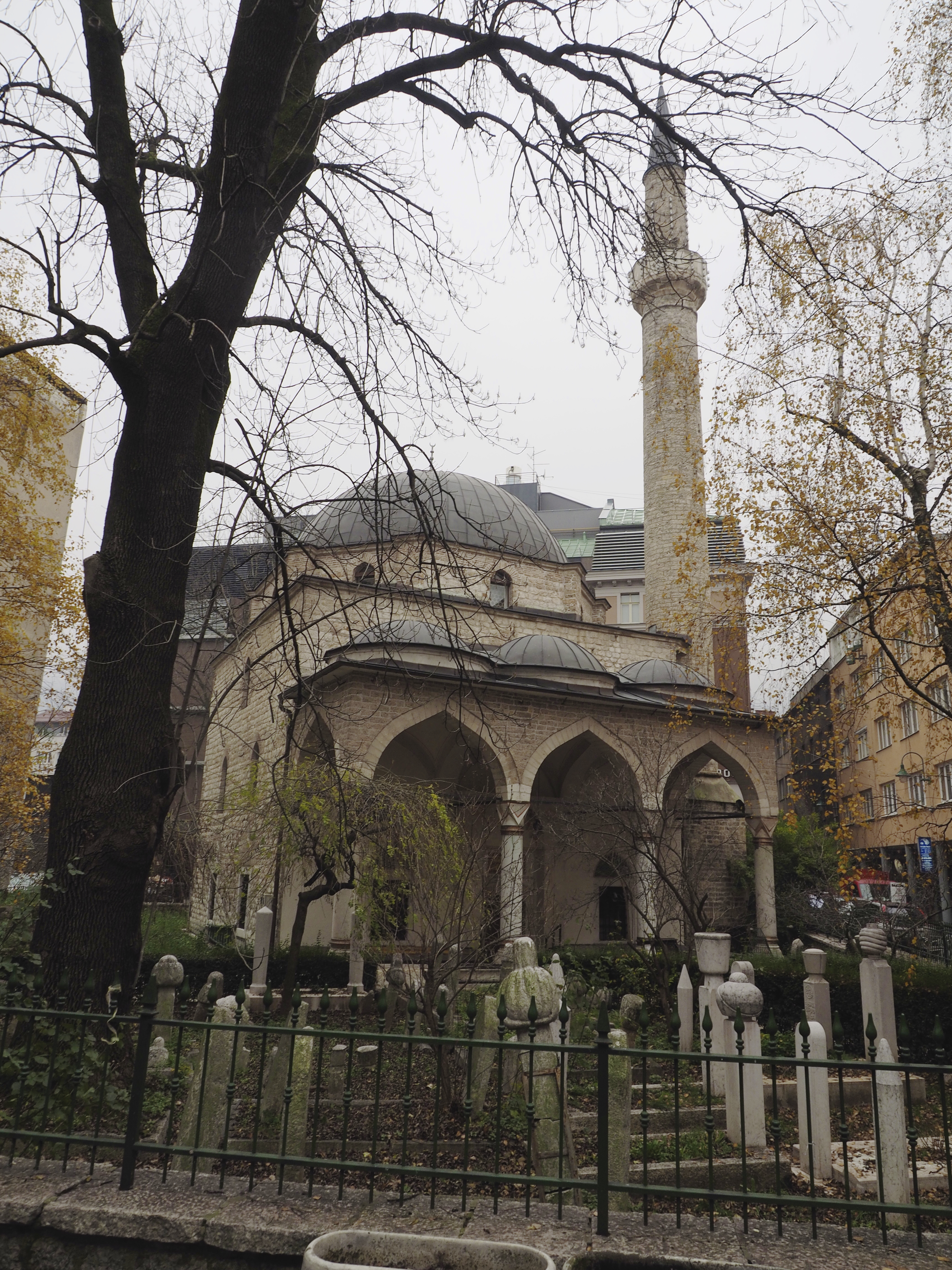
Ferhadija-Moschee

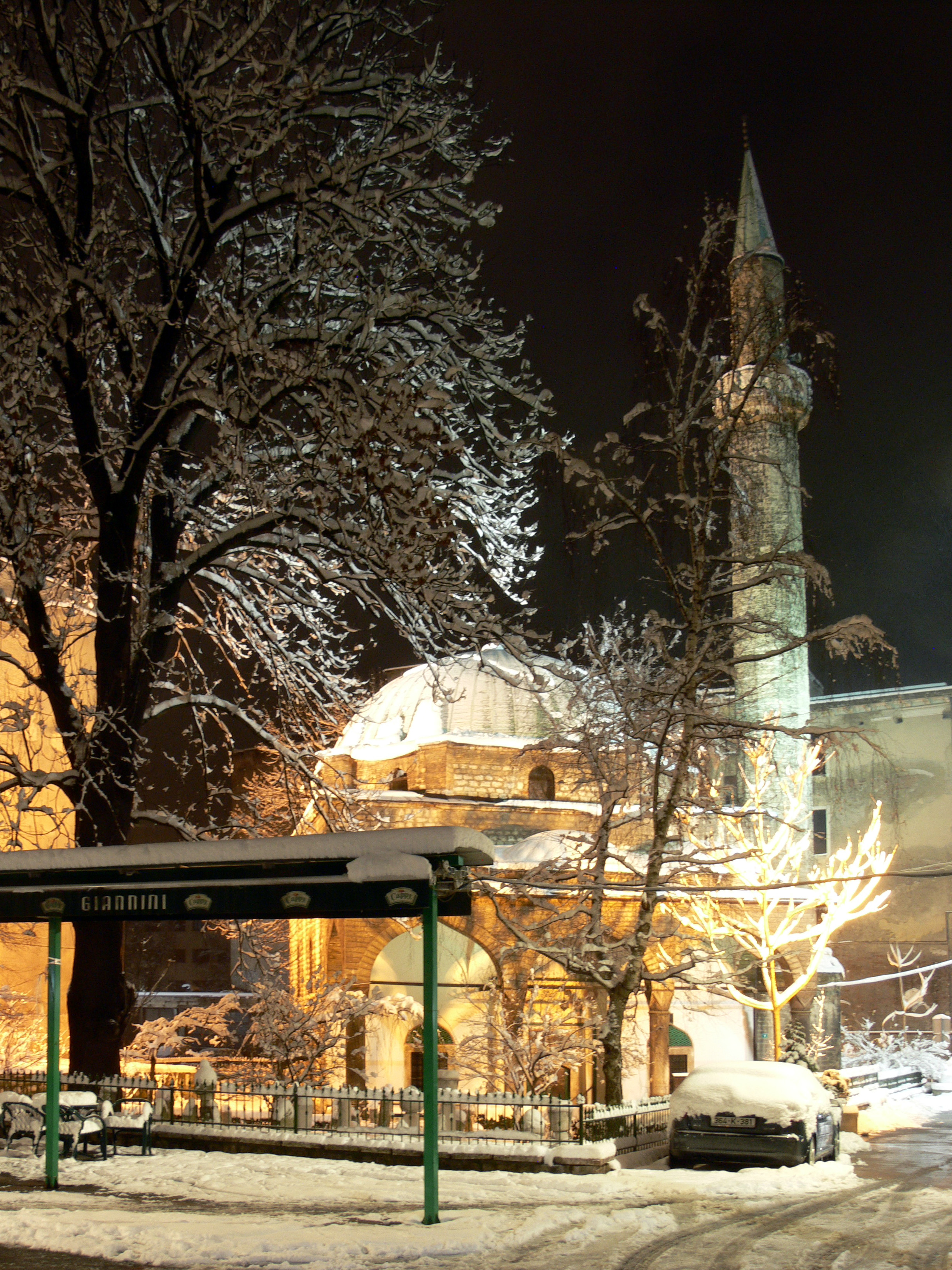
Ferhadija-Moschee

Die Ferhad-Beg-Vuković-Moschee (bosnisch Ferhadija džamija, Ferhad-begova džamija) ist eine der fünf erhaltenen Kuppelmoscheen des 16. Jahrhunderts in der heutigen Altstadt von Sarajevo in Bosnien und Herzegowina und gilt unter ihnen als die jüngste. Im November 2004 wurde das Sakralbauwerk zum nationalen Denkmal erklärt.

## Geschichte
Aufgrund der Inschrift über dem Eingang (siehe Abschnitt Baubeschreibung) wird das Jahr 1562 als Baujahr der Moschee vermutet. Als ihr Stifter gilt der Sandschak-Beg Bosniens Ferhad-beg Vuković-Desisalić, der zuvor in Klis und Pakrac in dieser Funktion nachweisbar ist. Eine Errichtung in den 1560er Jahren ist auch daher sehr wahrscheinlich, weil dieser im Jahr 1568 in sein Amt kam. Er hielt sich aber nur wenige Monate lang, bevor ihn die einflussreiche Familie Sokolović, die auch mehrere seiner Vorgänger gestellt hatte, wieder ersetzte und kurz darauf das Eyâlet Bosnien etablierte. Daher wird Vuković-Desisalić gelegentlich mit seinem Nachfolger Ferhat-paša Sokolović verwechselt, der wiederum unter seinem Verwandten, dem Großwesir Sokollu Mehmed Pascha aufstieg, und die Ferhadija-Moschee in Banja Luka stiftete. Die Moschee in Sarajevo wird daher teilweise – fälschlich – auch als „Ferhat-Pascha-Moschee“ (bosnisch Ferhat-pašina džamija) bezeichnet, obwohl Vuković-Desisalić lediglich Beg war.
Das Gotteshaus wurde mehrfach bei Bränden (1697, 1879) beschädigt und danach saniert. Im Jahr 1917 entfernte Österreich-Ungarn für Kriegszwecke – wohl analog zur Metallspende des deutschen Volkes im Ersten Weltkrieg – die bleigedeckte Kuppel der Moschee, weshalb Wasser eindrang und größere Schäden anrichtete. Im Bosnienkrieg wurde die Moschee durch serbischen Granatbeschuss beschädigt. Trotz der bei der Denkmalschutz-Entscheidung im Jahr 2004 festgestellten Risse in Kuppel und Mauerwerk konnte die Moschee nicht sofort repariert werden, sodass schließlich im Jahr 2007 die Kuppel einstürzte und abgetragen werden musste.
Beim Wiederaufbau, der im November 2011 begann, behob man zunächst die vorhandenen Schäden, dann restaurierte man die Arabesken. Kombiniert wurde der Wiederaufbau mit der Ausbildung von jungen Leuten verschiedener Richtungen (Archäologen, Architekten, Kunsthistoriker und Restauratoren), die aktiv am Konservierungsprozess und der Restaurierung von Kunstdekor beteiligt waren.
Die Moschee befindet sich im Besitz der Islamischen Religionsgemeinschaft Sarajevos (bosnisch Islamska vjerska zajednica u Sarajevu). Ihr Imam Muhamed ef. Velić sorgte während der COVID-19-Pandemie im Jahr 2020 wiederholt mit kontroversen Aussagen für Aufsehen, als er im Januar die Pandemie als Strafe Gottes für China bezeichnete, weil das Land das Volk der Uiguren so schlecht behandele, oder als er im August Allah dafür dankte, dass er das Coronavirus sandte, weil dadurch die Ausrichtung des Pride march in Sarajevo verhindert wurde.

## Baubeschreibung

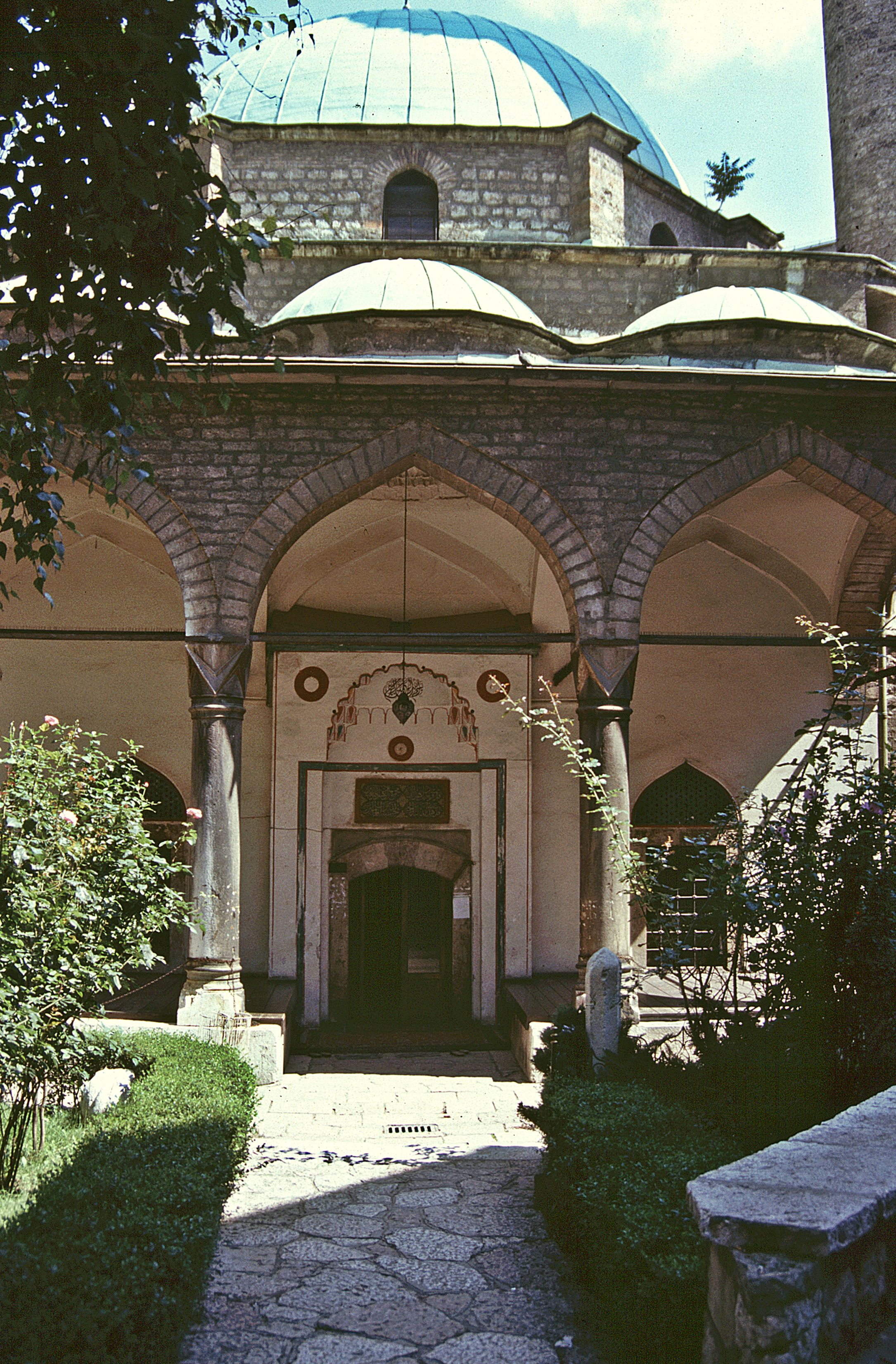
Haupteingang

Die Moschee folgt dem klassischen Aufbau mit einer Zentralkuppel mit achteckigem Unterbau auf einem kubischen Baukörper (10,90 Meter mal 10,90 Meter), an dem der Portikus mit drei kleineren Kuppeln an der Nordwestseite angebaut wurde. Jede seiner kleinen Kuppeln bekrönt eine spitzbogige Arkade, welche durch Säulen mit Kapitellen gestützt wird. In der mittleren Arkade befindet sich der Haupteingang mit Arabesken. Über dem Portal befindet sich eine arabische Inschrift, die übersetzt in etwa so lautet:
Das islamische Jahr 969 entspricht den christlichen Jahren 1561/1562.
An der Westecke des Kubus steht das Minarett mit Scherefe (bosnisch šeref) im oberen Bereich, von der aus der Muezzin zum Gebet ruft. Es ist im Unterbau quadratisch und oben rund, das Dach bildet einen typischen Kegel. Kuppel und Minarett tragen eine typische Bekrönung (bosnisch alem) mit Naturmotiv. Fenster und Türen sind mehrheitlich spitzbogig gestaltet.

## Innen
Die Innenhöhe der Moschee bis zur Kuppel beträgt etwa 16,5 Meter, die verputzten Mauern sind über einen Meter dick. Noch aus dem 16. Jahrhundert stammen die Gebetsnische (Mihrāb) und der Kronleuchter. Die Wandbemalung mit den Arabesken gilt als qualitätvoll und dürfte aus den Jahren 1761/1762 stammen, da Mula Mustafa Bašeski für diese Zeit eine Instandsetzung und Verzierung der Moschee erwähnt. Die ursprüngliche Fassung ist mehrfach übermalt worden. Sie steht zusammen mit der Ornamentik der Aladža-Moschee (Foča) für eine mehr harmonische Ausrichtung der Arabesken, bei der die floralen Abbildungen klein gehalten werden, wohingegen sie in der Karađozbeg-Moschee in Mostar eher einen realistischeren Zug annehmen und sehr viel größer ausgebildet sind, teils ganze Bäume darstellen.

## Lage und ehemaliges Umfeld
Die Ferhadija-Moschee befindet sich an der Vladislav-Skarić-Straße (bosnisch ul. Vladislava Skarića) westlich der Markthalle Gazi-Husrev-Beg-Bezistan bzw. nordwestlich der Ruinen der Karawanserei Tašlihan in der heutigen Altstadt Sarajevos. Sie steht somit außerhalb des eigentlichen Basarviertels Baščaršija und war für mehrere Jahrhunderte das Zentrum einer eigenen Mahala namens „Ferhadija“, wovon heute noch der Straßenname des Boulevards zeugt, der nördlich an der Moschee vorbeiführt. Das Viertel brannte im Jahr 1879 nieder und wurde durch historistische Bauten Österreich-Ungarns ersetzt. Auch das direkte Umfeld der Moschee blieb davon nicht verschont, so dass die Moschee heute etwas versteckt hinter anderen Gebäuden und Bäumen steht, obwohl sie sich nahe dem Boulevard befindet.
Bereits 200 Jahre früher hatte ein Großbrand, verursacht durch den Angriff des habsburgischen Prinzen Eugen von Savoyen, schwere Schäden angerichtet, so dass heute weder die Schule (bosnisch mekteb), in der der berühmte Stadtchronist Mula Mustafa Bašeskija lehrte, noch die öffentliche Küche (bosnisch imaret), die „Fontäne“ (bosnisch česma) oder der Şadırvan (bosnisch šadrvan), den Evliya Çelebi im 17. Jahrhundert zu den schönsten der Stadt zählte, aus der Bauzeit erhalten sind. Der Großbrand von 1879 vernichtete auch Grundstücke, die zur Stiftung gehörten, woraufhin sich neue Personen fanden, die die Moschee warteten. Die Schule, die nach dem Brand im Jahr 1697 durch Mehmed-beg Dženetić wieder aufgebaut worden war, wurde 1879 erneut zerstört. Der Steinbrunnen wurde im Jahr 1892 beseitigt, nachdem er zuletzt im Jahr 1803 mit einer größeren Stiftung saniert werden konnte. Er bezog sein Wasser aus den Rohren der benachbarten Gazi-Husrev-Beg-Moschee. Im Jahr 1882 wurde südlich der Moschee das Hotel Evropa errichtet, das sich heute Hotel Europe nennt.
Durch die Denkmalschutz-Entscheidung von 2004 darf das Umfeld der Moschee nicht mehr mit Neubauten bebaut werden. Auch wurde eine Modernisierung der in der Entscheidung aufgezählten Parzellen untersagt. Zudem forderte sie eine Neuordnung der teils überdachten, teils mit großen Sonnenschirmen versehenen Restaurantsitze (bosnisch ljetna bašta, wortwörtlich deutsch: Sommersitz), da diese die Moschee häufig zusätzlich verdeckten.

## Friedhof
Auf dem islamischen Friedhof (bosnisch harem) der Ferhadija-Moschee befinden sich die Grabsteine (bosnisch nišan) einiger Janitscharen und bekannter Familien aus Sarajevo, aber auch von bosnischen Intellektuellen wie Atif Purivatra (1928–2001), Alija Isaković (1932–1997), Muhsin Rizvić (1930–1994), Ibrahim Ljubović oder Nedžad Ibrišimović (1940–2011). Die Janitscharen hatten ihren Sitz dort, wo heute die katholische Herz-Jesu-Kathedrale steht.

Friedhofsansichten
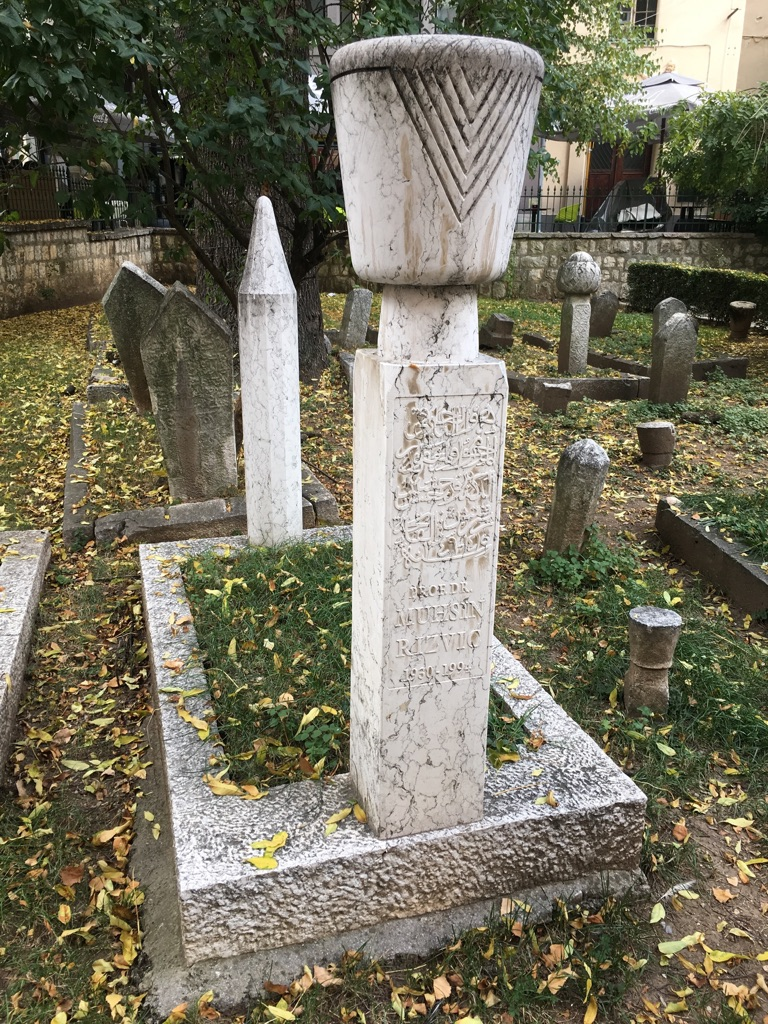
Grabstein Muhsin Rizvić
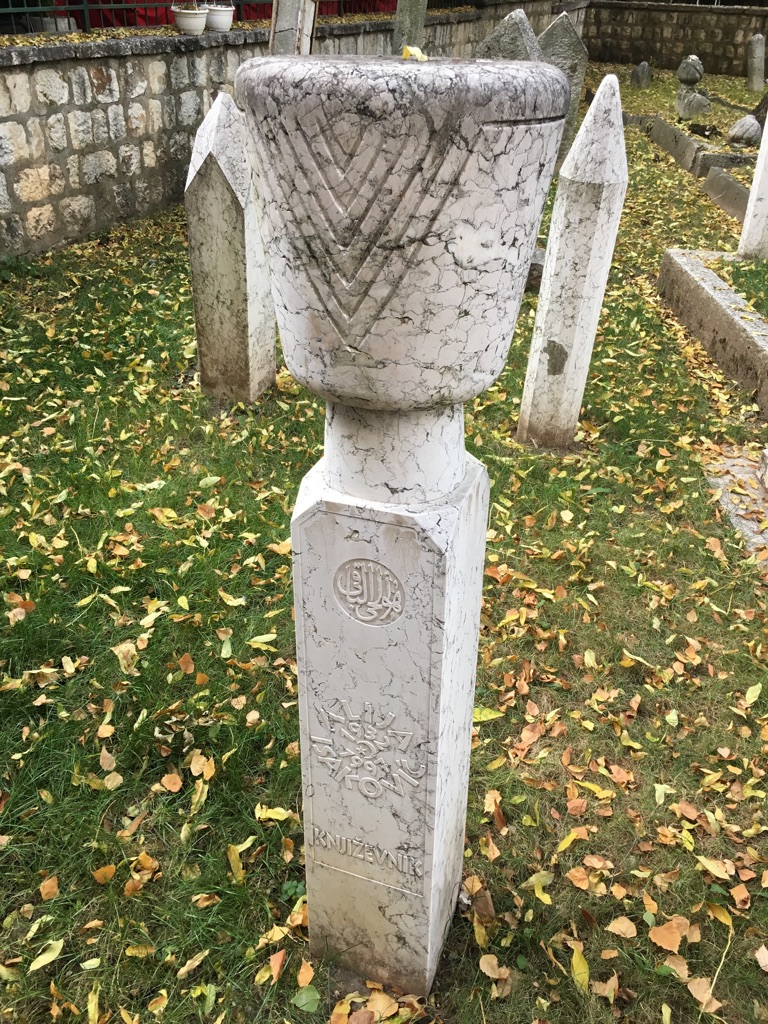
Grabstein Alija Isaković
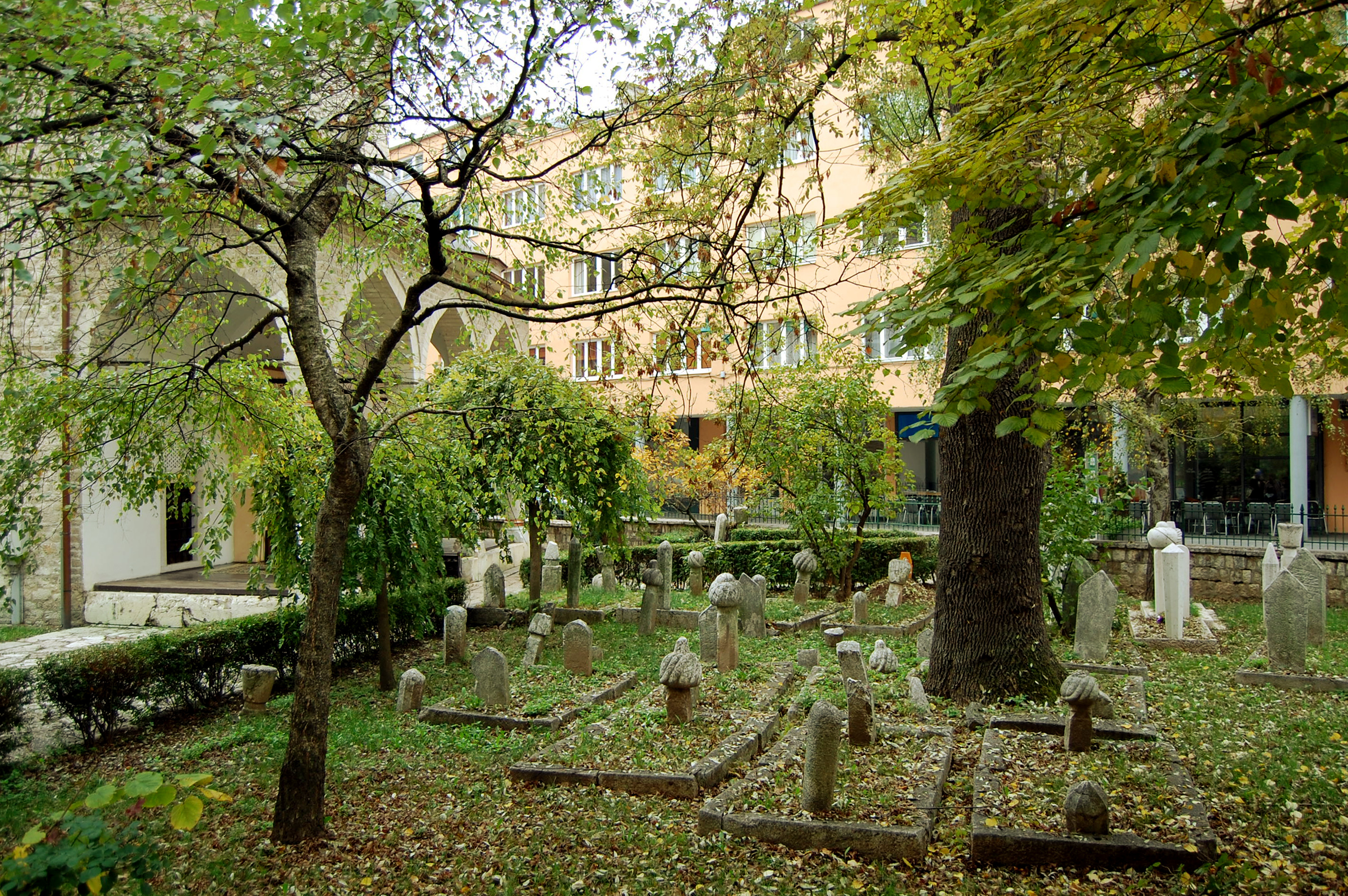
Ansicht der Grabsteine
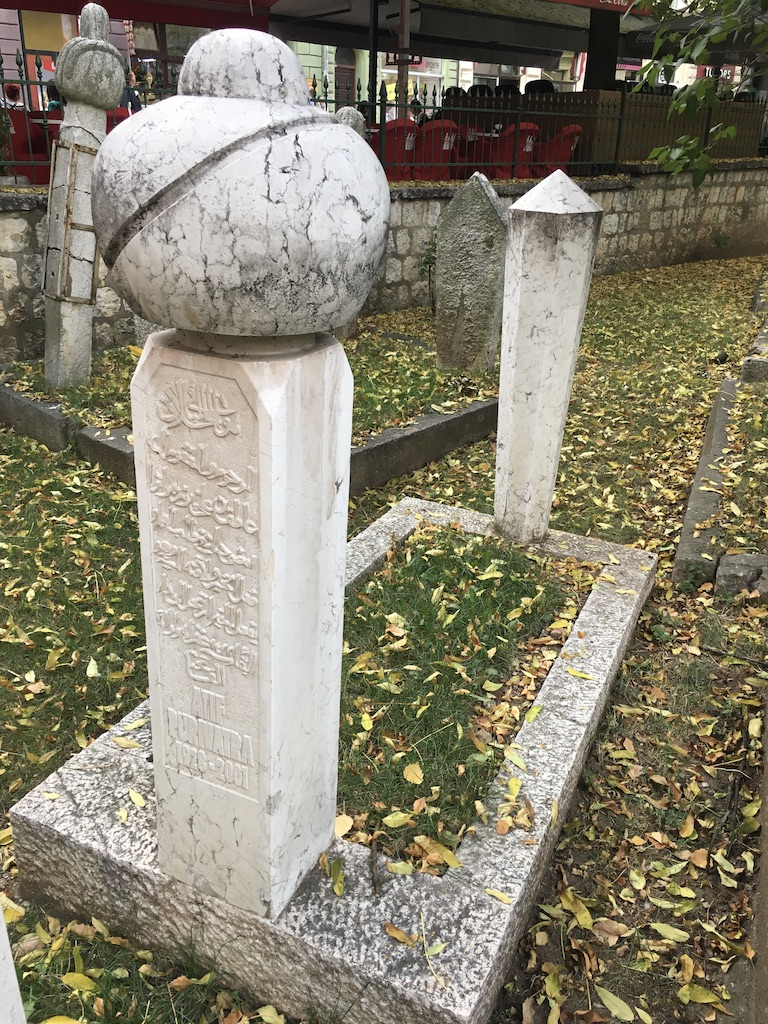
Grabstein Atif Purivatra
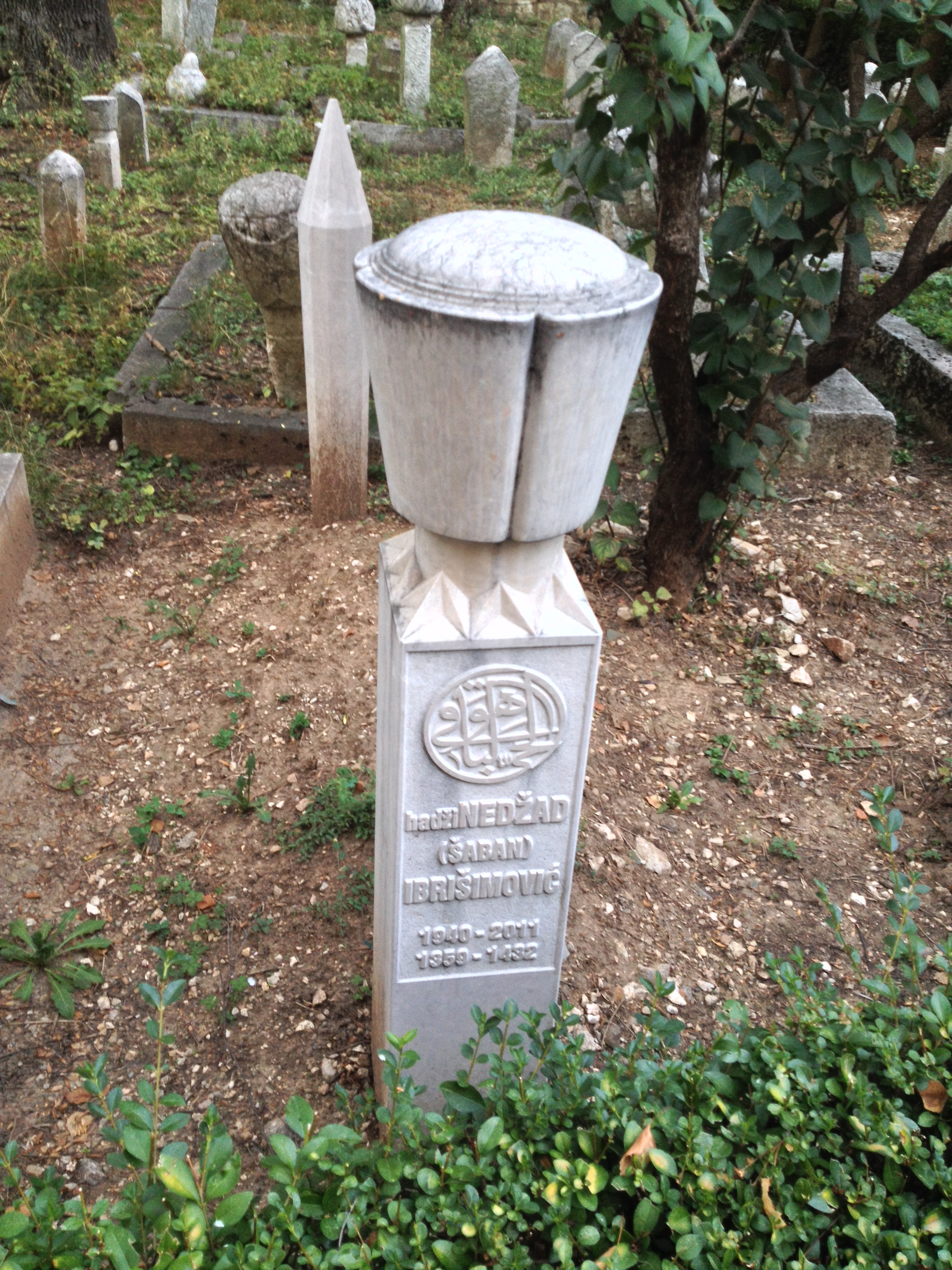
Grabstein Nedžad Ibrišimović